# EMI Italiana
La EMI Italiana è stata una casa discografica italiana, emanazione della britannica Electric and Musical Industries, con sede a Milano. Venne fondata nel 1931 come VCM e, nel 1967, venne rinominata EMI Italiana; divenne poi Emi Music Italy nel 1997 e, infine, EMI Records Italy Srl nel 2013, quando ha cessato di esistere come azienda autonoma ed è stata acquisita dal gruppo Universal, del quale è oggi etichetta e marchio. 

## Storia

### Nascita della VCM
La storia della EMI - acronimo di Electric and Musical Industries nacque nel 1887 con l’apertura della Gramophone Company di Londra; pochi mesi dopo vennero inaugurate nuove sedi in diversi paesi, fra i quali l'Italia. La Gramophone Company stessa, a cavallo fra 800 e 900, iniziò a stampare dischi con l'etichetta di “His Master's Voice” (tradotto in italiano: “La voce del padrone”). Dischi che, fino dal 1904, vennero pubblicati e distribuiti in Italia dalla SAIF-Fonotipia, con sede a Milano.
Nel 1912 intanto, Alfredo Bossi (uno dei primi discografici italiani) aveva fondato la SNG - Società Nazionale del Grammofono, sempre con sede a Milano, che negli anni Venti aveva siglato un accordo con la britannica Columbia Graphophone Company per la produzione e la distribuzione dei dischi in Italia.
Fu nel 1931 che, attraverso un accordo, la His Master's Voice e la Columbia Graphophone Company si fusero dando vita alla EMI -  Electric and Musical Industries , sfruttando le nuove tecniche di registrazione elettrica che sostituiva quella meccanica, migliorando la qualità e la riproducibilità dei dischi anche in grandi numeri. In Italia, SAIF e SNG, seguirono tale accordo, coinvolgendo un terzo partner, la Marconiphone, azienda italiana specializzata nella produzione di apparecchi radiofonici; ciò, perché la EMI inglese aveva intenzione di espandersi in questo mercato.
Il nome dell'azienda in Italia fu dunque quello di VCM (acronimo di Voce del Padrone - Columbia - Marconiphone); tale denominazione sarebbe stata conservata fino alla fine del 1967, quando sarebbe stata modificata in EMI Italiana. Ad ogni modo, la sede fu stabilita a Milano in Via Domenichino 14 (per poi essere trasferita in Piazza Cavour 2, in uno dei tanti cambiamenti di sede della storia di EMI). Direttore fu nominato Aldo Mario De Luigi; negli anni Trenta direttore artistico fu Denis Passadoro, che morì nel 1942 in guerra.
Con lo scoppio della Seconda guerra mondiale l'azienda, come molte altre di proprietà inglese, fu posta sotto sequestro, potendo riprendere le proprie attività in Italia solo nel 1946;  pur dando la priorità alla distribuzione di artisti stranieri nella penisola, si occupò anche del lancio di cantanti italiani come Beniamino Gigli, Carlo Buti o Renato Carosone (che incideva per la sottoetichetta Pathé).

### Gli anni sessanta: la EMI Italiana
Pur essendo un'azienda unica, la EMI mantenne a lungo una separazione fra etichette nelle varie pubblicazioni. A porre fine a tale confusione, il catalogo fu unificato solo alla fine del 1969. Anche la successione delle sedi risulta di difficile ricostruzione, avendone cambiate diverse - a livello di uffici - fra Milano e Roma. Si sa per certo che fino alla fine degli anni Cinquanta mantenne alcuni uffici anche a Torino, in Via Pietro Micca 1. Nel 1967 l'intero gruppo nazionale fu ridenominato EMI Italiana; si trattava di una realtà con una propria identità aziendale sganciata dalla EMI britannica, di cui pubblicava e distribuiva gli artisti. Oltre a tale compito, stabilito nei contratti fra i due gruppi (inglese e italiano), infatti, la EMI italiana si dedicò ad attività di ricerca e promozione di talenti nazionali, lanciando diversi artisti, fra cui I Gufi, I Nomadi, Al Bano e Francesco Guccini.

### Gli anni ottanta e lo stabilimento di Caronno Pertusella
Nel 1972 la sede principale fu trasferita da Milano a Roma. Finalmente, all'inizio degli anni ottanta, venne inaugurato uno stabilimento proprio, in Via Bergamo 315 a Caronno Pertusella (in provincia di Varese), mantenendo comunque alcuni uffici distaccati a Roma e Milano. Non era più il momento di aprire, come avevano fatto RCA Italiana e CGD, proprie strutture campus dove svolgere l'intero processo musicale, dalla creazione allo stampaggio, riunendo anche gli uffici amministrativi. Così, lo stabilimento fu sede del solo stampaggio finale, della logistica anche per la distribuzione dei prodotti d'importazione, e di parte dell'attività di ufficio; tutto il resto, a partire dalla registrazione, missaggio, e produzione dei dischi, erano effettuati in studi affittati per l'occasione, mentre la parte amministrativa dell'attività si svolgeva presso uffici in centro a Milano ed a Roma.
Nel corso degli anni EMI stipulò ulteriori accordi per la distribuzione in Italia di marchi di fama, come l'americana Capitol (dal 1957), la citata Pathé, la Parlophone tedesca, la Odeon francese (queste ultime due fino al 1967 distribuite dalla Carisch; da ricordare inoltre che la Parlophone era presente sul mercato italiano, sino a quella data, con la denominazione originaria Parlophon), e molte altre case discografiche.
I direttori dell'azienda furono quasi tutti di origine britannica; a titolo di esempio, il celebre Stephen Gottlieb, che guidò la EMI Italiana per tutti gli anni Sessanta. Il primo italiano fu Alexis Rotelli, nominato nel 1981, a cui seguì (1986) Roberto Citterio. In tale decennio, furono prodotti artisti quali Franco Battiato. 

### Gli anni novanta: Emi Music Italy e l'abbandono di Caronno Pertusella
Nel 1997,  con un mercato oramai in crisi, l'azienda mutò denominazione sociale in EMI Music Italy S.p.A. trasferendosi, nel 1999, a Milano, con uffici di rappresentanza ed amministrativi in Piazza San Babila 3. Mentre molte altre multinazionali avevano da tempo ridotto o chiuso i loro grandi complessi, EMI cedette le strutture di Caronno Pertusella, reputate non più convenienti, a terzi. Lo stabilimento di via Bergamo divenne così un'azienda autonoma denominata IMS - International Media Service srl, pur continuando l'attività di stampaggio dei soli CD (cessato quello di cassette ed LP), effettuato peraltro anche per conto della stessa EMI.

### Gli anni duemila: la trasformazione in Emi Records Italy e la cessione a Universal.
Nel 2013 la EMI fu trasformata in EMI Records Italy Srl, in seguito all'acquisizione da parte della Universal Music Group. Con tale atto formale,  EMI cessò di esistere come realtà aziendale propria. 

## Il marchio EMI Records Italy
Oggi l'etichetta EMI Records Italy, marchio di Universal, viene utilizzata sia per la stampa dei classici del catalogo EMI, che per altre produzioni.

## Lo stabilimento di Caronno Pertusella
Lo stabilimento, dopo anni di attività, entrò in crisi a causa del cambio di mercato, orientato verso la dematerializzazione della musica, che rendeva antieconomica la stampa di supporti quali CD o simili. Nel 2011, il logo della EMI, rimasto sul palazzo, venne ammainato. 
Nello stesso anno lo stabilimento cessò definitivamente le proprie attività licenziando tutti i dipendenti. Le strutture, svuotate, e successivamente violate e vandalizzate, sono oggi in stato di completo degrado.

## Catalogo delle pubblicazioni

Un 45 giri dei Brutos della EMI (1970)

La datazione qui riportata si basa sull'etichetta del disco o sulla copertina; qualora nessuno di questi elementi abbia una datazione, è basata sulla numerazione del catalogo; talora è, infine, basata sul codice della matrice di stampa. Se esistenti, sono riportati, oltre all'anno, il mese e il giorno (quest'ultimo dato si trova, a volte, stampato sul vinile).
Nel corso degli anni la numerazione del catalogo ha subito vari cambiamenti, mantenendo comunque all'interno di ogni standard la progressione numerica cronologica.
Non vi è stata, invece, coerenza per quel che riguarda le etichette: vi sono casi di dischi stampati con etichette diverse nel corso degli anni, come ad esempio Folk beat n. 1 di Francesco Guccini, pubblicato nel 1967 con etichetta La Voce del Padrone, quindi ristampato negli anni Settanta con etichetta Columbia e infine con etichetta EMI, o artisti come i Daniel Sentacruz Ensemble che hanno pubblicato i loro 45 giri alternativamente su etichetta Odeon o EMI.
Per le singole etichette presenti all'interno del marchio VCM fino a metà del 1969 con catalogazione autonoma, consultare le voci La voce del padrone e Pathé; con l'unificazione della numerazione di catalogo, è invece qui riportato il nominativo della sottoetichetta (ad esempio Harvest, Odeon o Columbia) a fianco del numero di catalogo.

### Album
Per molti anni i dischi italiani della EMI hanno avuto la numerazione contrassegnata dal prefisso 3C064: questa forma variava di paese in paese e serviva a identificare le emissioni EMI delle varie nazionalità, e rimarrà in vigore fino alla fine degli anni ottanta. Il prefisso 3C054 stava invece a indicare dischi usciti direttamente in edizione economica a prezzo ridotto (come nel caso di Opera buffa di Francesco Guccini, o di Ho visto anche degli zingari felici di Claudio Lolli).

#### Prefisso 3C0 (1970-1982)
| Numero di catalogo       | Anno                           | Interprete                        | Titoli                                                               |
| ------------------------ | ------------------------------ | --------------------------------- | -------------------------------------------------------------------- |
| 3C034-17112              | Gennaio 1970                   | I Gufi                            | Milano canta n°. 3 (ristampa)                                        |
| 3C064-17278              | Gennaio 1970                   | Francesco Guccini                 | Due anni dopo                                                        |
| 3C064-17279              | Gennaio 1970                   | Sergio Bruni                      | Bruni Special                                                        |
| 3C064-17326              | 1970                           | Francesco Guccini                 | Folk beat n. 1 (ristampa di La voce del padrone psq 027, del 1967)   |
| 3C034-17348              | Gennaio 1970                   | I Gufi                            | Il teatrino dei Gufi n°. 2 (ristampa di Columbia CPSQ 522, del 1966) |
| 3C054-17360              | Gennaio 1970                   | Banda dei Carabinieri di Roma     | Banda dei Carabinieri di Roma                                        |
| 3C062-17638              | 1970                           | The Renegades                     | L'interrogatorio - Colonna Sonora                                    |
| 3C064-17643              | 1970                           | Sergio Bruni                      | Bruni Special n° 2                                                   |
| 3C064-17732              | Dicembre 1970                  | Francesco Guccini                 | L'isola non trovata                                                  |
| 3C064-17741              | 1971                           | Sergio Bruni                      | 'ncopp' a ll'onna                                                    |
| 3C064-17797              | 1971                           | I Nomadi                          | Mille e una sera                                                     |
| 3C064-17814 (Columbia)   | 1972                           | Claudio Lolli                     | Aspettando Godot                                                     |
| 3C064-17825              | 1972                           | Francesco Guccini                 | Radici                                                               |
| 3C064-17836 (Harvest)    | 1972                           | Alan Sorrenti                     | Aria                                                                 |
| 3C064-17865 (Odeon)      | 1973                           | Tony Cucchiara                    | Caino e Abele                                                        |
| 3C064-17870 (Harvest)    | 1973                           | Saint Just                        | Saint Just                                                           |
| 3C064-17873 (Columbia)   | 13 marzo 1973                  | Claudio Lolli                     | Un uomo in crisi. Canzoni di morte. Canzoni di vita                  |
| 3C064-17878 (Harvest)    | 1973                           | Alan Sorrenti                     | Come un vecchio incensiere all'alba di un villaggio deserto          |
| 3C064-17880              | 1973                           | I Nomadi                          | Un giorno insieme                                                    |
| 3C064-17888 (Harvest)    | 1973                           | Vince Tempera                     | Art                                                                  |
| 3C064-17889 (Columbia)   | 1973                           | L'Uovo di Colombo                 | L'Uovo di Colombo                                                    |
| 3C064-17900              | 1973                           | Nuova Compagnia di Canto Popolare | Nuova Compagnia di Canto Popolare                                    |
| 3C064-17913 (Odeon)      | 1973                           | Tony Cucchiara                    | Selezione da Caino e Abele                                           |
| 3C054-17914              | 1973                           | Francesco Guccini                 | Opera buffa                                                          |
| 3C054-17944 (Odeon)      | 1973                           | Nino Fiore                        | Serenata Napulitana Vol. 1                                           |
| 3C054-17985 (Odeon)      | 1974                           | Nino Fiore                        | Turmiento, lacreme e ammore                                          |
| 3C064-18026              | 1974                           | Nuova Compagnia di Canto Popolare | Li Sarracini adorano lu sole                                         |
| 3C064-18032              | 1974                           | Francesco Guccini                 | Stanze di vita quotidiana                                            |
| 3C064-18033 (Harvest)    | 1974                           | Saint Just                        | La casa del lago                                                     |
| 3C064-18059 (Harvest)    | 1974                           | Alan Sorrenti                     | Alan Sorrenti                                                        |
| 3C064-18064 (Columbia)   | 10 febbraio 1975               | Claudio Lolli                     | Canzoni di rabbia                                                    |
| 3C154-18070/1 (Columbia) | 1975                           | AA.VV.                            | Grande Italia                                                        |
| 3C064-18104              | 1975                           | Mandrake Som                      | Sombossa                                                             |
| 3C064-18106              | 1975                           | La Bottega dell'Arte              | La Bottega dell'Arte                                                 |
| 3C064-18133              | 1975                           | Nuova Compagnia di Canto Popolare | Tarantella ca nun va 'bbona                                          |
| 3C064-18139              | 1976; pubblicato solo nel 1979 | Orchestra Njervudarov             | Con le orecchie di Eros                                              |
| 3C054-18153 (Columbia)   | 7 aprile 1976                  | Claudio Lolli                     | Ho visto anche degli zingari felici                                  |
| 3C064-18174 (Harvest)    | 1976                           | Jenny Sorrenti                    | Suspiro                                                              |
| 3C064-18188              | 1976                           | Francesco Guccini                 | Via Paolo Fabbri 43                                                  |
| 3C064-18206 (Harvest)    | 1976                           | Alan Sorrenti                     | Sienteme, it's time to land                                          |
| 3C064-18208              | 1976                           | Grosso Autunno                    | Grosso Autunno                                                       |
| 3C064-18215/216          | 1976                           | Nuova Compagnia di Canto Popolare | La gatta Cenerentola                                                 |
| 3C064-18248              | 1977                           | La Bottega dell'Arte              | Dentro                                                               |
| 3C064-18253              | 1977                           | Luciano Cilio                     | Dialoghi del presente                                                |
| 3C064-18258              | 1977                           | Mandrake Som                      | O..., amigo                                                          |
| 3C054-18259              | 1977                           | Joe Albany                        | The legendary Joe Albany                                             |
| 3C064-18277              | 1977                           | Pino Daniele                      | Terra mia                                                            |
| 3C064-18295              | 1977                           | Nuova Compagnia di Canto Popolare | 11 mesi e 29 giorni                                                  |
| 3C064-18296              | 1977                           | I Vianella                        | Compleanno                                                           |
| 3C064-18300              | 1977                           | Nuova Compagnia di Canto Popolare | La cantata dei pastori                                               |
| 3C064-18313              | 1977                           | Grosso Autunno                    | Almanacco                                                            |
| 3C064-18315              | 1979                           | Bobby Solo                        | Duty Free                                                            |
| 3C064-18323              | 1978                           | Automat                           | Automat                                                              |
| 3C064-18324              | 1978                           | Francesco Guccini                 | Amerigo                                                              |
| 3C064-18361              | 1978                           | Bobby Solo                        | Una lacrima sul viso                                                 |
| 3C064-18368              | 1978                           | Nuova Compagnia di Canto Popolare | Aggio girato lu munno                                                |
| 3C064-18385              | 10 settembre 1979              | Franco Battiato                   | L'era del cinghiale bianco                                           |
| 3C064-18389              | 1979                           | Artisti vari                      | Sanremo '79                                                          |
| 3C064-18390              | 1979                           | Bobby Solo                        | Duty Free Rock'n'Roll                                                |
| 3C064-18391              | 1979                           | Pino Daniele                      | Pino Daniele                                                         |
| 3C064-18423              | 1979                           | La Bottega dell'Arte              | L'avventura                                                          |
| 3C064-18424              | 1979                           | Assemblea Musicale Teatrale       | Il sogno di Alice                                                    |
| 3C064-18459              | 1979                           | Massimo Luca                      | Massimo Luca                                                         |
| 3C064-18460              | 1979                           | Francesco Guccini e I Nomadi      | Album concerto                                                       |
| 3C064-18468              | 1980                           | Pino Daniele                      | Nero a metà                                                          |
| 3C064-18482              | 30 aprile 1980                 | Claudio Lolli                     | Extranei                                                             |
| 3C064-18489              | 1980                           | Alice                             | Capo Nord                                                            |
| 3C064-18493              | 1980                           | La Bottega dell'Arte              | La Bottega dell'Arte                                                 |
| 3C064-18517              | 1980                           | Shampoo                           | In Naples 1980/81                                                    |
| 3C064-18521              | 1980                           | Franco Battiato                   | Patriots                                                             |
| 3C064-18543              | 1981                           | Alice                             | Alice                                                                |
| 3C064-18550              | 1981                           | Pino Daniele                      | Vai mo'                                                              |
| 3C064-18558              | 1981                           | Franco Battiato                   | La voce del padrone                                                  |
| 3C064-18565              | 1981                           | Bobby Solo                        | Solo...Elvis                                                         |
| 3C054-18575              | 1981                           | Al Bano e Romina Power            | Ieri e oggi                                                          |
| 3C064-18582              | 1982                           | Bobby Solo                        | Bobby Solo                                                           |
| 3C064-18589              | 1982                           | Giusto Pio                        | Legione straniera                                                    |
| 3C064-18590              | 1982                           | Pino Daniele                      | Bella 'mbriana                                                       |
| 3C064-18596              | 1982                           | Alice                             | Azimut                                                               |
| 3C064-18597              | 19 ottobre 1982                | Franco Battiato                   | L'arca di Noè                                                        |
| 3C064-18606              | 1983                           | Manrico Mologni                   | Con & senza cravatta                                                 |
| 3C064-18609              | 1º marzo 1983                  | Claudio Lolli                     | Antipatici antipodi                                                  |
| 3C064-18610              | 1983                           | Giusto Pio                        | Restoration                                                          |

#### Prefissi 64- e 66- (1983-1991)
| Numero di catalogo | Anno              | Interprete        | Titoli                                  |
| ------------------ | ----------------- | ----------------- | --------------------------------------- |
| 64-1186011         | 1983              | Bobby Solo        | Special '83                             |
| 64-1186461         | 29 novembre 1983  | Franco Battiato   | Orizzonti perduti                       |
| 64-1186681         | 1984              | Nino Buonocore    | Nino Buonocore                          |
| 64 2401501         | 1984              | Pino Daniele      | Musicante                               |
| 64 2402723         | 1984              | Pino Daniele      | Sció live                               |
| 64-1187071         | 5 marzo 1985      | Franco Battiato   | Mondi lontanissimi                      |
| 64-1187101         | 3 aprile 1985     | Franco Battiato   | Echoes of Sufi Dances                   |
| 64-2403881         | 1985              | Tullio De Piscopo | Passaggio da oriente                    |
| 64 2404641         | 1985              | Pino Daniele      | Ferryboat                               |
| 64-2406531         | 1987              | Tullio De Piscopo | Drum symphony                           |
| 64 2407701         | 1987              | Pino Daniele      | Bonne soirée                            |
| 64-7902041         | 1988              | Nino Buonocore    | Una città tra le mani                   |
| 64-7902901         | 1988              | Paula Rose        | Profumo di blues                        |
| 64-7903141         | 16 marzo 1988     | Franco Battiato   | Fisiognomica                            |
| 64-7905191         | 1988              | James Senese      | Alhambra                                |
| 64-7906431         | 6 maggio 1988     | Claudio Lolli     | Claudio Lolli                           |
| 64-7915281         | 1988              | Giusto Pio        | Alla corte di Nefertiti                 |
| 64-7917111         | 1988              | Alice             | Mélodie passagère                       |
| 66-7915291         | 21 ottobre 1988   | Juri Camisasca    | Te Deum                                 |
| 66 7922571         | 1989              | Tullio De Piscopo | Album                                   |
| 66-7925201         | 1989              | Alice             | Il sole nella pioggia                   |
| 2 62-7934251       | 20 settembre 1989 | Franco Battiato   | Giubbe rosse                            |
| 66-7918321         | 1990              | Giusto Pio        | Attraverso i cieli                      |
| 66-7956201         | 12 ottobre 1990   | Franco Battiato   | Benvenuto Cellini - Una vita scellerata |
| 66-7954541         | 1990              | Massimo Bizzarri  | Quota periscopica                       |
| 66-7962341         | 1991              | Tullio De Piscopo | De Piscopo                              |
| 66-7968401         | 1991              | Anna e le Sorelle | La vita che dice                        |
| 66-7972021         | 26 giugno 1991    | Juri Camisasca    | Il carmelo di Echt                      |
| 66-7981211         | 18 settembre 1991 | Franco Battiato   | Come un cammello in una grondaia        |

### Singoli a 45 giri - Prefisso 3C (1969-1983)
| Numero di catalogo                                     | Anno             | Interprete                                                    | Titoli                                                               |
| ------------------------------------------------------ | ---------------- | ------------------------------------------------------------- | -------------------------------------------------------------------- |
| 3C006-16462 (Parlophone)                               | 1969             | Cristina Hansen                                               | Ma se tu vuoi partir/Nella storia resterà                            |
| 3C006-17007 (Parlophone)                               | 1969             | Nino Tristano                                                 | No, no, no/Nasce l'amore, viva l'amore                               |
| 3C006-17019 (Parlophone)                               | 1969             | Romina Power                                                  | Acqua di mare/Messaggio                                              |
| 3C006-17111 (ristampa di SCMQ 7128; Columbia)          | 1969             | I Gufi                                                        | La sbornia/Un semaforo bianco e blu                                  |
| 3C006-17128 (Odeon)                                    | 1969             | Carlo Da Ragusa                                               | Lettera/Sono cose che riguardano te                                  |
| 3C006-17130 (La Voce del padrone)                      | 1969             | Mario Abbate                                                  | Fermata obbligatoria/Vulennoce bene                                  |
| 3C006-17164 (Columbia)                                 | 1969             | Jenny Luna                                                    | Le mele verdi/Era il 20 marzo                                        |
| 3C006-17228 (Parlophone)                               | 1969             | Romina Power                                                  | La mia solitudine/Un canto d'amore                                   |
| 3C006-17241 (ristampa di MQ 2167; La Voce del Padrone) | 1969             | Al Bano                                                       | Bianco Natale/Mille cherubini in coro                                |
| 3C006-17276 (Parlophone)                               | 30 dicembre 1969 | Deborah                                                       | Settembre a Roma/...e tornò la primavera                             |
| 3C006-17372 (Columbia)                                 | 1970             | I Brutos                                                      | Gina, amore mio/Una bionda un po' scema per 4 scemi che vanno a remi |
| 3C006-17397 (Columbia)                                 | 1970             | I Nomadi                                                      | Un pugno di sabbia/Io non sono io                                    |
| 3C006-17405 (Columbia)                                 | 1970             | Angelo Cecchelin                                              | La segnorina/Commesso viaggiatore                                    |
| 3C006-17411 (Columbia)                                 | 1970             | Kocis                                                         | Per te dolce amore/Il tango delle capinere                           |
| 3C006-17413 (La Voce del padrone)                      | 1970             | Al Bano                                                       | Quel poco che ho/Storia di due innamorati (lato B con Romina Power)  |
| 3C006-17635 (Columbia)                                 | 1970             | The Pleasure Machine                                          | The long and winding road/A song                                     |
| 3C006-17655 (La Voce del padrone)                      | 1970             | Al Bano                                                       | Il suo volto Il suo sorriso/Nel silenzio                             |
| 3C006-17656 (Parlophone)                               | 1970             | Fabio Trioli                                                  | Presto/Vedo il sole                                                  |
| 3C006-17671 (Odeon)                                    | 1970             | Marta Lami                                                    | Tu che hai bussato alla mia porta/Pane e noci                        |
| 3C006-17683 (Columbia)                                 | 1970             | Francesco Guccini                                             | Lui e lei/Due anni dopo                                              |
| 3C006-17684 (Columbia)                                 | 1970             | I Nomadi                                                      | Ala bianca/Mille e una sera                                          |
| 3C006-17718 (Odeon)                                    | 1970             | Valeria Fabrizi                                               | Un amico (Friends)/La fidanzata dello strangolatore                  |
| 3C006-17721 (Columbia)                                 | 1970             | The Renegades                                                 | Lola/Sun Arise                                                       |
| 3C006-17723 (Columbia)                                 | 1970             | The Pleasure Machine                                          | Fuoco di paglia/Express 9:15                                         |
| 3C006-17724 (La Voce del padrone)                      | 1970             | Al Bano                                                       | Ave Maria/Il sogno di un bimbo                                       |
| 3C006-17739 (La Voce del padrone)                      | 1971             | Al Bano                                                       | 13, storia d'oggi/Il prato dell'amore                                |
| 3C006-17742 (Parlophone)                               | 1971             | Fabio Trioli                                                  | Il viso di lei/Un'ora soltanto                                       |
| 3C006-17743 (Columbia)                                 | 1971             | I Nomadi                                                      | Non dimenticarti di me/Tutto passa                                   |
| 3C006-17750 (La Voce del padrone)                      | 1971             | Al Bano                                                       | E il sole dorme tra le braccia della notte/Umiltà                    |
| 3C006-17773 (Columbia)                                 | 1971             | The Pleasure Machine                                          | Asia/Amici (friends)                                                 |
| 3C006-17780 (La Voce del padrone)                      | 1971             | Al Bano                                                       | 'na sera 'e maggio/Anema e core                                      |
| 3C006-17781 (La Voce del padrone)                      | 1971             | Al Bano                                                       | Core 'ngrato/O marenariello                                          |
| 3C006-17782 (La Voce del padrone)                      | 1971             | Al Bano                                                       | 'o sole mio/Guapparia                                                |
| 3C006-17784 (La Voce del padrone)                      | 1971             | Al Bano                                                       | Mamma Rosa/La zappa picca pane pappa                                 |
| 3C006-17785 (Columbia)                                 | 1971             | Kocis                                                         | Prato verde stanza blu/Cerco l'amore                                 |
| 3C006-17786 (Odeon)                                    | 1971             | Stefania                                                      | Quando non ci sei/Bon bon bon                                        |
| 3C006-17813 (Columbia)                                 | 1972             | Claudio Lolli                                                 | Aspettando Godot/Michel                                              |
| 3C006-17817 (Columbia)                                 | 1972             | I Nomadi                                                      | Io vagabondo (che non sono altro)/Eterno                             |
| 3C006-17819 (Columbia)                                 | 1972             | Delia                                                         | Una donna sola al mare/Quante volte ancora                           |
| 3C006-17849 (Columbia)                                 | 1972             | Marisa Sannia                                                 | Un aquilone/Il mio mondo, il mio giardino                            |
| 3C006-17876 (Columbia)                                 | 1972             | The Pleasure Machine                                          | Ultimo tango a Parigi/Song for Rosemary)                             |
| 3C006-17887 (Columbia)                                 | 1973             | Marisa Sannia                                                 | Ricordo una canzone/Piccola strada di città                          |
| 3C006-17917 (Odeon)                                    | 1973             | Luciano Angeleri                                              | Lui E Lei / Io E La Signora In Rosa                                  |
| 3C006-17935 (Pathé)                                    | 1973             | Katyna Ranieri                                                | L'amore secondo Teresa/Fataltango                                    |
| 3C006-17939 (Columbia)                                 | 1973             | Marisa Sannia                                                 | Scale E Arpeggi/Supercalifragilistic                                 |
| 3C006-17940 (Columbia)                                 | 1973             | Marisa Sannia                                                 | Bibbidi-bobbidi-bu/Impara a fischiettar                              |
| 3C006-17946 (Columbia)                                 | 1973             | I Nomadi                                                      | Voglio ridere/Ieri sera sognavo di te                                |
| 3C006-17950 (Odeon)                                    | 1973             | Milena Vukotic (sul lato A)/Gian Piero Reverberi (sul lato B) | Il mondo di Alice/Quadriglia reale                                   |
| 3C006-18013                                            | 1973             | Al Bano                                                       | La canzone di Maria/Risveglio                                        |
| 3C006-17962 (Odeon)                                    | 1974             | Daniel Sentacruz Ensemble                                     | Soleado/Per Elisa                                                    |
| 3C006-17986 (Columbia)                                 | 1974             | I Nomadi                                                      | Tutto a posto/Isola ideale                                           |
| 3C006-18000 (La Voce del padrone)                      | 1972             | Al Bano                                                       | La casa dell'amore/Mezzo cuore                                       |
| 3C006-18001 (La Voce del padrone)                      | 1972             | Al Bano, Romina Power, Taryn Power e Kocis                    | Taca, taca, banda!/Notti di seta                                     |
| 3C006-18002 (La Voce del padrone)                      | 1972             | Al Bano                                                       | Nel mondo pulito dei fiori/Prima di dormire                          |
| 3C006-18003 (La Voce del padrone)                      | 1973             | Al Bano                                                       | Storia di noi due/Lettera per te                                     |
| 3C006-18004 (La Voce del padrone)                      | 1973             | Al Bano                                                       | In controluce/Angeli senza Paradiso                                  |
| 3C006-18013 (La Voce del padrone)                      | 1973             | Al Bano                                                       | La canzone di Maria/Risveglio                                        |
| 3C006-18016 (Odeon)                                    | 1974             | Gil Ventura                                                   | What'll I Do/I HAd To Be You                                         |
| 3C006-18017 (Harvest)                                  | 1974             | Alan Sorrenti                                                 | Dicintincello vuje/Poco più piano                                    |
| 3C006-18025                                            | 1974             | Nuova Compagnia di Canto Popolare                             | Tammurriata nera/Li Sarracini adorano lu sole                        |
| 3C006-18058                                            | 1974             | Nuova Compagnia di Canto Popolare                             | Nascette lu messia/Pastorale tradizionale                            |
| 3C006-18061                                            | 1974             | Barqueros                                                     | Mañana/El barco de San Josè                                          |
| 3C006-18097                                            | 1975             | Armonium                                                      | Primo amore/Pascoli del cielo                                        |
| 3C006-18108                                            | 1975             | La Bottega dell'Arte                                          | Come due bambini/Ripensare a lei                                     |
| 3C006-18113 (Columbia)                                 | 1975             | I Nomadi                                                      | Gordon/Sorprese                                                      |
| 3C006-18134                                            | 1975             | Nuova Compagnia di Canto Popolare                             | Alla montemaranese/Trapenarella                                      |
| 3C006-18145                                            | 1976             | Kabir Bedi                                                    | Sulla strada del tuo cuore/I'm On The Way To Your Heart              |
| 3C006-18147                                            | 1976             | Armonium                                                      | Stella cadente/Lady Ann                                              |
| 3C006-18148                                            | 1976             | Daniel Sentacruz Ensemble                                     | Linda bella Linda/Scaramouche                                        |
| 3C006-18158                                            | 1976             | Doogy degli Armonium                                          | Wanted/Mascaleros                                                    |
| 3C006-18185                                            | 21 maggio 1976   | La Bottega dell'Arte                                          | Amore nei ricordi/Mare Nostrum                                       |
| 3C006-18189                                            | 1976             | Pino Daniele                                                  | Ca calore/Fortunato                                                  |
| 3C006-18205                                            | Novembre 1976    | Gerardo Carmine Gargiulo                                      | Napule more/M'arricordo                                              |
| 3C006-18230                                            | 1976             | Nuova Compagnia di Canto Popolare                             | Tarantella/Coro dei soldati                                          |
| 3C006-18233                                            | 1976             | Meno Uno                                                      | Che strana donna/Ecco è l'amore                                      |
| 3C006-18115                                            | 1977             | La Bottega dell'Arte                                          | Che dolce lei/Pastelli                                               |
| 3C006-18243                                            | 1977             | Mariangela R.                                                 | La confessione/La confessione (strumentale)                          |
| 3C006-18252 (Odeon)                                    | 1977             | Andrea e Nicole                                               | Niente.../Buonanotte amore                                           |
| 3C006-18286                                            | 1977             | Doogy degli Armonium                                          | Bounty Killer/Texana                                                 |
| 3C006-18287                                            | 1977             | Francesco Guccini                                             | Nené/Tema di Ju                                                      |
| 3C006-18316                                            | 1978             | Daniel Sentacruz Ensemble                                     | 1/2 notte/E tu su di me                                              |
| 3C006-18321 (Odeon)                                    | 1978             | Daniel Sentacruz Ensemble                                     | Uffa domani è lunedì/Barabam                                         |
| 3C006-18325                                            | 1978             | La Bottega dell'Arte                                          | Bella sarai/Resta co' li occhi chiusi                                |
| 3C006-18335                                            | 1978             | Gil Ventura                                                   | Topolino/Dick Duck                                                   |
| 3C006-18343                                            | 1978             | Cyan                                                          | Sono un tipo demodé/Tranquillo                                       |
| 3C006-18379                                            | 1979             | La Bottega dell'Arte                                          | L'avventura/4280 miglia                                              |
| 3C006-18397                                            | 1979             | Piero Marras                                                  | Una serata in rima/Fuori campo                                       |
| 3C006-18417                                            | 1979             | Pino Daniele                                                  | Je so' pazzo/Putesse essere allero                                   |
| 3C006-18430                                            | 1979             | Pino Daniele                                                  | Nun me scoccià/I say i' sto ccà                                      |
| 3C006-18440                                            | 1979             | Superband                                                     | Supereroi/Capitan Robot                                              |
| 3C006-18461                                            | 1980             | Mini Robots                                                   | Jet Robot/George                                                     |
| 3C006-18464                                            | 1980             | La Bottega dell'Arte                                          | Più di una canzone/Finisce qui                                       |
| 3C006-18478                                            | 1980             | Mini Robots                                                   | Gackeen magnetico robot/Space robot                                  |
| 3C006-18534                                            | 1981             | La Bottega dell'Arte                                          | Vecchio rock/Via del grano                                           |
| 3C006-18552                                            | 1981             | Superband                                                     | Fantaman/La forza del bene                                           |
| 3C006-18559                                            | 1981             | Andrea Lo Vecchio e I Piccoli Cantori                         | Sally sì, Sally ma/Sally la maga                                     |
| 3C006-18584                                            | 1982             | Giusto Pio                                                    | Legione straniera/Giardino segreto                                   |
| 3C006-18605                                            | 1983             | Sibilla                                                       | Oppio / Svegliami                                                    |
| 3C006-18607                                            | 1983             | Manrico Mologni                                               | ...ti voglio bene/Le patate di Marco                                 |
| 3C006-18613                                            | 1983             | Nada                                                          | Amore disperato/Da grande                                            |
| 3C006-18619                                            | 1983             | Alice                                                         | Chan-son Ecocentrique/Azimut                                         |

### Singoli a 45 giri - Prefisso 06 (1984-1992)
| Numero di catalogo | Anno            | Interprete              | Titoli                                         |
| ------------------ | --------------- | ----------------------- | ---------------------------------------------- |
| 06-1186617         | 1984            | Lu Colombo              | Aurora/Samba Calipso Tango                     |
| 06-1186627         | 2 aprile 1984   | Alice e Franco Battiato | I treni di Tozeur/Le biciclette di Forlì       |
| 06-1186667         | 1984            | Giusto Pio              | Auto-motion                                    |
| 06-1187167         | 1985            | Fard                    | Chiamami da Tokyo/Nite over Tokyo              |
| 06-1187307         | 24 luglio 1985  | Asciara                 | Fill/Maren                                     |
| 06-2005107         | 1985            | Luis Miguel             | Noi, ragazzi di oggi/Il cielo                  |
| 06-2011777         | 1986            | Maria Nazionale         | Ragazzo solo/'a vi 'lloco l'estate             |
| 06-1187767         | Gennaio 1987    | Andrea Mirò             | Notte di Praga/Dietro il vetro                 |
| 06-1187777         | 11 gennaio 1987 | Toto Cutugno            | Figli/Amico del cuore                          |
| 06-1188277         | 1989            | Ricchi e Poveri         | Chi voglio sei tu/Lasciami provare un'emozione |
| 06-2034717         | 1989            | Righeira                | Garageamos/Adalas Omaet                        |
| 06-1188417         | 1990            | Ricchi e Poveri         | Buona giornata/Se m'innamoro                   |
| 06-1188527         | 1991            | Anna e le Sorelle       | La vita che dice/La vita che dice parte II     |

### Singoli a 45 giri - Prefisso 14 (1988-1992)
| Numero di catalogo | Anno | Interprete   | Titoli                                                  |
| ------------------ | ---- | ------------ | ------------------------------------------------------- |
| 14-2029657         | 1988 | James Senese | Dolce malinconia/Hiwinnet                               |
| 14-2039957         | 1990 | James Senese | Chi ha rubato la mia Rolls Royce/O' bbene è sempre bene |
| 14-2044216         | 1991 | Statuto      | Qui non c'è il mare/Noi duri                            |